# Michelle Dockery
Michelle Suzanne Dockery (Romford, 15 dicembre 1981) è un'attrice britannica, conosciuta soprattutto per il ruolo di Lady Mary Crawley nella serie televisiva Downton Abbey, per cui è stata candidata a tre Emmy Awards e a un Golden Globe. La Dockery ha fatto il suo debutto sul palcoscenico in His Dark Materials nel 2004. Per il suo ruolo come Eliza Doolittle nel revival londinese del Pigmalione nel 2007 è stata candidata per l'Evening Standard Award. Per il ruolo nella riduzione teatrale del film Sole ingannatore, ha ottenuto una candidatura all'Olivier Award come miglior attrice non protagonista nel 2009.

## Biografia
Dockery è nata al Rush Green Hospital di Rush Green, a Londra, da Lorraine Witton e Michael Francis Dockery, un ex camionista irlandese ed in seguito analista ambientale. Cresciuta a Romford, nella zona est di Londra, conserva tracce dell'accento Estuary. Durante un’intervista ebbe a dire: "Anche se il mio accento dell'Essex si è ammorbidito nel corso degli anni e ritorna se bevo un paio di drink o sono con la mia famiglia, non parlerò mai come Lady Mary".
Ha due sorelle maggiori, Joanne e Louise. Viene in seguito educata alla Chadwell Heath Foundation School, ora conosciuta come Chadwell Heath Academy. Mentre studia alla Finch Stage School, svolge diversi lavori, da cameriera a un ruolo nel settore della pubblicità per il Times.Da piccola frequenta una scuola di teatro, dove impara a cantare, recitare e ballare.
In un'intervista del 2017 su Parade ha detto che se si chiedesse ai suoi genitori quando ha iniziato a suonare essi risponderebbero che aveva 2 o 3 anni. "Fare imitazioni e suonare con le mie sorelle l'ho voluto fin da quando ero piccola" dice Dockery, "mi è sempre piaciuto e l'ho sempre portato con me". Tra l’altro ricorda che quando compì 9 anni si esibì per i membri della famiglia venuti alla festa. Dopo i suoi A Levels, all'età di 18 anni vinse un posto alla Guildhall School of Music & Drama, dove si laurea nel 2004 e riceve la Gold Medal per la recitazione drammatica.

### Carriera
Dopo la laurea, Dockery trascorre quattordici mesi di apprendistato al National Youth Theatre di Londra: il primo ruolo è in His Dark Materials al Royal National Theatre nel 2004. L'anno seguente debutta in televisione nella miniserie Fingersmith, con protagoniste Elaine Cassidy e Sally Hawkins; seguono altre partecipazioni in numerosi film TV, serie e miniserie televisive, con anche un paio di ruoli da protagonista: è, infatti, Susan Sto Helit, nipote della Morte, in Terry Pratchett's Hogfather (2007), adattamento di La notte di Babbo Maiale di Terry Pratchett, e l'istitutrice Ann nel thriller del The Turn of the Screw (2009), liberamento ispirato a Il giro di vite di Henry James. Contemporaneamente continua a recitare a teatro, vincendo il secondo premio ai Ian Charleson Awards del 2008 per la sua interpretazione di Eliza Doolittle nel Pigmalione.
Grazie a questo premio le viene assegnato il ruolo di Mary Crawley, figlia maggiore del conte di Grantham, nella nuova serie televisiva Downton Abbey, che debutta nel 2010 su ITV1. Sul set lavora con Hugh Bonneville, Elizabeth McGovern, Maggie Smith e Dan Stevens, già suo collega in The Turn of the Screw, che interpreta il ruolo di suo fidanzato e poi marito. La serie ottiene un grande successo in tutto il mondo, venendo rinnovata per una seconda stagione, le cui riprese cominciano a marzo 2011. Nel frattempo, Dockery canta al cinquantesimo anniversario del Ronnie Scott's Jazz Club e occasionalmente con la band di Elizabeth McGovern Sadie and the Hotheads; viene inoltre candidata ai Southbank Awards come Best Breakthrough Performance in a TV drama per il suo ruolo nella serie. Allo stesso tempo, interpreta Ofelia in Amleto al Crucible Theatre.
Nel 2011 Dockery interpreta la falsa Marissa nel film di Joe Wright Hanna ed entra nel cast di Anna Karenina (2012). Dopo essere stata scelta da Cosmopolitan come Ultimate Newcomer agli Ultimate Women of the Year Awards, l'11 novembre 2011 Dockery canta al London Jazz Festival 2011. Il 15 gennaio 2012 Dockery annuncia una collaborazione musicale con Elizabeth McGovern, che vedrà l'uscita di un album alla fine dell'anno; il 29 marzo, l'attrice ottiene il ruolo di Ruth in Restless, miniserie televisiva tratta dell'omonimo romanzo di William Boyd, pubblicato in Italia con il titolo Inquietudine: la miniserie viene trasmessa da BBC One il 27 dicembre.
A maggio dello stesso anno viene annunciata la partecipazione di Dockery a due dei quattro film della serie The Hollow Crown, che adatta per la televisione le opere di Shakespeare Riccardo II, Enrico IV parte I, Enrico IV parte II ed Enrico V; i film vanno in onda su BBC Two alla fine di giugno. A settembre 2012 comincia a essere trasmessa la terza stagione di Downton Abbey, mentre nella prima settimana di ottobre viene annunciata la sua partecipazione al thriller Non-Stop, nel quale recita al fianco di Liam Neeson, Julianne Moore e Scoot McNairy; le riprese cominciano ai primi di novembre a New York. Sempre ai primi di ottobre viene rivelato che Dockery ha sostenuto le audizioni per il film di Bennett Miller Foxcatcher - Una storia americana, per il nuovo adattamento di Rob Marshall di Into the Woods e per The Thin Man.
Il 6 gennaio 2013 legge il racconto It's a Pleasant Day di Eliza Lee Cabot Follen per Disney Junior. Dopo aver prestato la voce a un personaggio del cartone American Dad! alla fine del 2012, ad aprile 2013 viene annunciata la sua partecipazione alla dodicesima stagione de I Griffin e risulta in trattativa per il ruolo da protagonista in Il club del libro e della torta di bucce di patata di Guernsey. Il ruolo è stato poi assegnato a Lily James. Michelle Dockery nel 2016 viene selezionata come protagonista femminile della nuova serie televisiva Godless, trasmessa da Netflix, dal 2017. Michelle Dockery avrà il ruolo di Alice Fletcher. Partner della Dockery in questa serie è Jeff Daniels.

## Vita privata
Michelle frequentava da maggio 2013 John Dineen, promotore finanziario presso la FTI Consulting, presentatole da Allen Leech, attore di Downton Abbey; la coppia nel febbraio 2015 si è fidanzata ufficialmente. John è morto di cancro il 13 dicembre 2015 al Marymount Hospice di Cork, a fianco di Michelle, rientrata dagli Stati Uniti dove si trovava per promuovere la serie televisiva.
Dal 2019 ha una relazione con Jasper Waller-Bridge, fratello di Phoebe Waller-Bridge, con il quale si è fidanzata ufficialmente nel 2022.
Le nozze sono avvenute nel settembre del 2023 presso la St. Nicholas Church di Chiswick a Londra.

## Teatro
- Queste oscure materie di Philip Pullman e Nicholas Wright, regia di Nicholas Hytner e Matt Wilde. National Theatre di Londra (2004)
- Enrico IV, parte I ed Enrico IV, parte II di William Shakespeare, regia di Nicholas Hytner[45][46]. National Theatre di Londra (2005)
- The UN Inspector, regia di David Farr. National Theatre di Londra (2005)
- I pilastri della società di Henrik Ibsen, regia di Marianne Elliott. Royal National Theatre di Londra (2005)
- Dying for It, regia di Anna Mackmin. Almeida Theatre di Londra (2007)
- Pigmalione di George Bernard Shaw, regia di Peter Hall. Theatre Royal di Bath, Old Vic Theatre di Londra (2007-2008)
- Zio Vanja di Anton Chekhov, regia di Peter Hall. English Touring Theatre (2008)[47]
- Sole ingannatore di Nikita Mikhalkov, regia di Howard Davies. Royal National Theatre di Londra (2009)
- Amleto di William Shakespeare, regia di Paul Miller. Crucible Theatre di Sheffield (2010)
- Network di Lee Hall, regia di Ivo van Hove. National Theatre di Londra (2017)

## Filmografia

### Cinema
- Hanna, regia di Joe Wright (2011)
- Anna Karenina, regia di Joe Wright (2012)
- Non-Stop, regia di Jaume Collet-Serra (2014)
- Self/less, regia di Tarsem Singh (2015)
- L'altra metà della storia (The Sense of an Ending), regia di Ritesh Batra (2017)
- Downton Abbey, regia di Michael Engler (2019)
- The Gentlemen, regia di Guy Ritchie (2020)
- Downton Abbey II - Una nuova era (Downton Abbey II: A New Era), regia di Simon Curtis (2022)
- Boy Kills World, regia di Moritz Mohr (2023)
- Here, regia di Robert Zemeckis (2024)
- Flight Risk - Trappola ad alta quota (Flight Risk), regia di Mel Gibson (2025)

### Televisione
- Fingersmith, regia di Aisling Walsh – miniserie TV (2005)
- Terry Pratchett's Hogfather, regia di Vadim Jean – miniserie TV (2007)
- Consent, regia di Brian Hill – film TV (2007)
- Dalziel and Pascoe – serie TV, episodi 12x03-12x04 (2007)
- Poppy Shakespeare, regia di Benjamin Ross – film TV (2008)
- Heartbeat – serie TV, episodio 17x14 (2008)
- Red Riding 1974, regia di Julian Jarrold – film TV (2009)
- Red Riding 1983, regia di Anand Tucker – film TV (2009)
- Il coraggio di Irena Sendler (The Courageous Heart of Irena Sendler), regia di John Kent Harrison – film TV (2009)
- Waking the Dead – serie TV, episodi 8x03-8x04 (2009)
- Return to Cranford, regia di Simon Curtis – miniserie TV (2009)
- The Turn of the Screw, regia di Tim Fywell – film TV (2009)
- Downton Abbey – serie TV, 52 episodi (2010-2015)
- The Hollow Crown, regia di Richard Eyre – miniserie TV, 2 puntate (2012)
- Restless, regia di Edward Hall – miniserie TV, 2 episodi (2012)
- American Dad! – serie animata, episodio 8x07 (2012) – voce
- Good Behavior – serie TV (2016-2017)
- Godless – serie TV (2017)
- Angie Tribeca – serie TV, episodio 3x4 (2017)
- In difesa di Jacob (Defending Jacob) – miniserie TV, 8 episodi (2020)
- Anatomia di uno scandalo (Anatomy of a Scandal) – miniserie TV, 6 episodi (2022)
- Anfibia (Amphibia) - serie animata, 9 episodi (2021-2022) - voce

### Cortometraggi
- Spoiler, regia di Ed Whitmore (2010)
- Shades of Beige, regia di Aimee Powell (2010)
- Out of Time, regia di Josh Appignanesi e Jonathan De Villiers (2011)[48]
- Tough Justice, regia di Charles Ingram (2014)

## Doppiatrici italiane
Nelle versioni in italiano delle opere in cui ha recitato, Michelle Dockery è stata doppiata da:
- Benedetta Degli Innocenti in Downton Abbey, Anna Karenina, Self/less, Downton Abbey (film), In difesa di Jacob, The Gentlemen, Anatomia di uno Scandalo, Downton Abbey II - Una nuova era
- Domitilla D'Amico in Waking the Dead, Angie Tribeca
- Chiara Colizzi in Good Behavior
- Federica De Bortoli in L'altra metà della storia
- Ughetta d'Onorascenzo in Godless
- Claudia Catani in Here
- Laura Romano in Flight Risk - Trappola ad alta quota

Da doppiatrice è sostituita da:
- Alessandra Berardi in Anfibia (st. 2)
- Loretta Di Pisa in Anfibia (st. 3)

## Riconoscimenti
- Ian Charleson Award 2005 – Candidatura come migliore attrice per Pillars of Community
- Ian Charleson Award 2007 – Premio come migliore attrice per Pigmalione
- Evening Standard Award 2008 – Candidatura come migliore attrice emergente per Pigmalione
- Laurence Olivier Award 2010 – Candidatura come migliore attrice non protagonista per Sole ingannatore
- Southbank Awards 2011 – Candidatura come migliore attrice rivelazione in una serie drammatica per Downton Abbey
- Satellite Awards 2012- Candidatura come migliore attrice in una serie drammatica per Downton Abbey
- Premi Emmy 2012 – Candidatura come migliore attrice in una serie drammatica per Downton Abbey
- Premi Emmy 2013 – Candidatura come migliore attrice in una serie drammatica per Downton Abbey
- Golden Globe 2013 – Candidatura come migliore attrice in una serie drammatica per Downton Abbey
- Screen Actors Guild Awards 2013 – Candidatura come migliore attrice in una serie drammatica per Downton Abbey
- Premi Emmy 2015 – Candidatura come migliore attrice in una serie drammatica per Downton Abbey
- Premi Emmy 2018 – Candidatura come migliore attrice in una serie drammatica per Godless